# Гипертекст

Схема работы гипертекстовой системы. Несколько документов связанны гиперссылками

Гиперте́кст (от греч. ὑπέρ – сверх) — это вид текста, существующий только в электронном виде. Его основным отличием от обычного текста является наличие гиперссылок (электронных ссылок), которые позволяют по одному щелчку переходить на другие электронные документы. До появления электронных ссылок гипертекста не существовало.
Ближайшим аналогом гипертекста может быть обычная энциклопедия. Том энциклопедии составлен из небольших статей на определенные темы, а в каждой статье могут содержаться ссылки на другие статьи. Гипертексты, в отличие от печатной энциклопедии-книги, представляют собой электронные документы. С гипертекстами можно работать только на компьютере, в печатном виде гипертексты не существуют.
В компьютерной терминологии гипертекст — это текст, сформированный с помощью языка разметки (например, HTML) с расчётом на использование гиперссылок. Гипертекст представляет собой образование, информационные единицы которого соединены между собой в сети посредством ссылок и организованы нелинейным или мультилинейным способом.
В литературоведении гипертекст — это книга, имеющая внутренние ссылки, то есть ссылки с одной части на другую. Встречается в художественном произведении как проявление доведённого до абсурда приёма интертекста.

## История

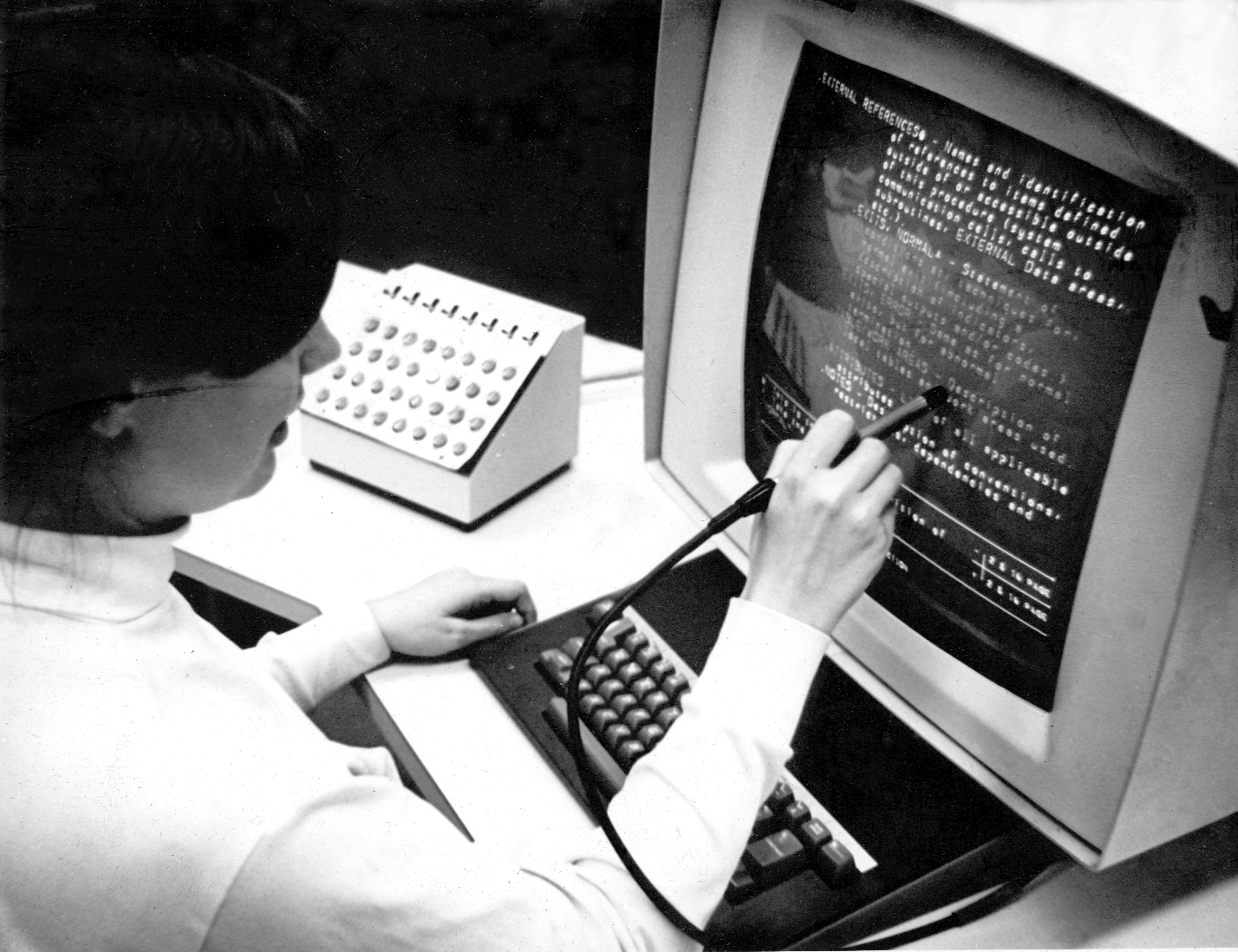
Терминал IBM 2250, представленный в 1964 году, где использовался гипертекст

Первые последовательности текстов имели линейную структуру, то есть тексты шли одни за другим.
До появления компьютеров основной формой гипертекста были энциклопедии, в которых уже не было линейного принципа, то есть положение статьи не играло никакой роли.
Появления гипертекста в компьютерной сети (правда, без использования этого термина) предсказал ещё в 1945 году Вэннивар Буш в своей статье в журнале The Atlantic Monthly. Там же было предсказано и появление огромных гипертекстовых онлайн-энциклопедий типа Википедии.
Тед Нельсон впервые использовал термин «гипертекст»  в 1964 году в докладе «Файловая структура для сложного, меняющегося и окончательно неопределимого» (англ. A File Structure for the Complex, The Changing, And the Indeterminate).
В своём докладе он сказал следующее:

Позвольте мне ввести слово «гипертекст» для обозначения совокупности письменного или изобразительного материала, взаимосвязанного таким сложным образом, что его невозможно было бы удобно представить или отобразить на бумаге. Он может содержать резюме или карты его содержания и их взаимосвязей; он может содержать аннотации, дополнения и сноски от учёных, которые его изучили.
Оригинальный текст (англ.)Let me introduce the word «hypertext» to mean a body of written or pictorial material interconnected in such a complex way that it could not conveniently be presented or represented on paper. It may contain summaries, or maps of its contents and their interrelations; it may contain annotations, additions and footnotes from scholars who have examined it.
— Тед Нельсон, 24 августа 1965 года
С появлением компьютеров стало возможным легко создавать системы страниц, связанных между собой ссылками, выполнять поиск по ключевым словам среди них, постоянно редактировать их содержимое. Примерами гипертекстовых систем являются Интернет и любой веб-сайт (в том числе и Википедия).

## Гипертекст в литературе
В литературоведении гипертекст тесно связан с понятием интертекста и понимается как соответствующая выходу на первый план в жизни человека и общества электронных форм общения форма организации текста, при которой его смысловые единицы представлены не в традиционной, линейной последовательности, а в режиме сопредставленности, как воплощение смыслового единства всех возможных стыковок таких единиц. В этом случае сам читатель должен соотносить и объединять их, в том числе выявляя их в тексте, представленном ему линейно. В результате обнаруживается смысловое единство текстов, читаемых в произвольном порядке. Это отмечали К. Г. Юнг, анализируя «Улисс» Дж. Джойса (см. Улисс // Неизвестный Юнг. Статьи. Пер. с нем. В. П. Терина. М.: Колос, 2010, с. 12-57), и М. М. Субботин, российский учёный, пионер развития отечественных гипертекстовых систем.
Гипертекстовость — свойство литературного произведения, построенного по принципу гипертекста (ведущая роль понимания по принципу интерфейса, внутренние корреляционные отсылки, необходимость восприятия по принципу одновременности).
Чтение такого произведения представляет собой своего рода игру посредством «распознавания образа (pattern recognition)», как это свойственно и постмодернистской литературе, когда количество значений исходного текста растёт благодаря тому, что читатель сам находит средства понимания произведения, пользуясь заданными автором альтернативными ходами.
Как целостное литературное произведение по принципу гипертекста создана вовлекающая в сознание читателя различные, несвязанные между собой напрямую эпизоды из жизни автора «Поэма без героя» А. А. Ахматовой, начатая в 1940 году и писавшаяся более двадцати лет (https://www.culture.ru/persons/8260/anna-akhmatova Архивная копия от 3 апреля 2020 на Wayback Machine).
Из других литературных произведений, строящихся по принципу гипертекста, отметим романы Джеймса Джойса «Улисс» и «Поминки по Финнегану», «Игру в классики» Хулио Кортасара, роман-лексикон «Хазарский словарь» Милорада Павича, философскую повесть «Бесконечный тупик» Дмитрия Галковского, роман «Бледный огонь» В. Набокова, роман Джонатана Сафрана Фоера «Дерево кодов».
Гипертекст используется в методике обучения чтению.

## Гипертекст в обучении
Гипертекст используется в обучении. В современном обществе знание всё чаще представляется в виде гипертекста, выступающего как полноценный образовательный материал для студента как активного субъекта процесса обучения. Примером является обучение иностранным языкам.